# Robert Schneider
Robert Schneider (Bregenz, 16 giugno 1961) è uno scrittore e drammaturgo austriaco.
Fu adottato all'età di due anni da una coppia di contadini di Meschach, piccolo paese di montagna nel comune di Götzis, nel Vorarlberg, dove vive ancora oggi.
Tra il 1981 e il 1986 studiò composizione, teatro e storia dell'arte a Vienna. In quel periodo per mantenersi lavorava come guida turistica e organista.
È attivo in letteratura dal 1984. Il suo romanzo d'esordio, Le voci del mondo (Schlafes Bruder), venne pubblicato nel 1992 dalla casa editrice Reclam (in Italia due anni più tardi da Einaudi), dopo che era stato rifiutato da altre 23 case editrici. Fu un successo internazionale: il libro fu tradotto in 24 lingue, vinse numerosi premi (tra gli altri, si aggiudicò il Prix Médicis étranger 1994 e fu Supervincitore nella sezione Narrativa straniera al Premio Grinzane Cavour 1995), ed ebbe pure una versione cinematografica diretta da Joseph Vilsmaier che ebbe una nomination ai Golden Globe 1996.
Il suo monologo teatrale Schifo è stato interpretato in Italia da Graziano Piazza.

## Opere

### Romanzi
- Le voci del mondo, Einaudi, 1994 (Schlafes Bruder, 1992) ISBN 88-06-17371-5
- Maudi che camminava sull'aria, Einaudi, 1998 (Die Luftgängerin, 1998) ISBN 88-06-14453-7
- Cara signora America, Einaudi, 2000 (Die Unberührten, 2000) ISBN 88-06-15606-3
- Il Papa e la ragazzina, Edizioni San Paolo, 2003 (Der Papst und das Mädchen, 2001) ISBN 88-215-4965-8
- Ombre, Einaudi, 2004 (Schatten, 2002) ISBN 88-06-16908-4
- Kristus, Neri Pozza, 2006 (Kristus, 2004) ISBN 88-545-0101-8
- L'Apocalisse, Neri Pozza, 2009 (Die Offenbarung, 2007) ISBN 978-88-545-0291-8

### Opere teatrali
- Schifo, AER, 1995 (Dreck, 1993) ISBN 88-86557-40-X
- Komödie vom deutschen Heimweh, 1999